# Larry Robinson (Astronom)
| (18984) Olathe      | 2. September 2000  |
| (19019) Sunflower   | 17. September 2000 |
| (19857) Amandajane  | 19. Oktober 2000   |
| (20517) Judycrystal | 11. September 1999 |
| (24162) Askaci      | 17. November 1999  |
| (25890) Louisburg   | 3. November 2000   |
| (36445) Smalley     | 23. August 2000    |
| (41279) Trentman    | 8. Dezember 1999   |
| (41943) Fredrick    | 3. Dezember 2000   |
| (62134) 2000 SJ5    | 21. September 2000 |
| (77421) 2001 GB     | 1. April 2001      |
| (92061) 1999 WA8    | 29. November 1999  |
| (97467) 2000 CH33   | 5. Februar 2000    |
| (98408) 2000 UD11   | 19. Oktober 2000   |
| (106748) 2000 XG2   | 3. Dezember 2000   |
| (108307) 2001 JK1   | 13. Mai 2001       |
| (153038) 2000 QT    | 23. August 2000    |

Larry Robinson ist ein US-amerikanischer Amateurastronom und Asteroidenentdecker. Er ist Mitglied der American Association of Amateur Astronomers und engagiert sich dort als Koordinator für die Beobachtung von Asteroiden. Seine Beobachtungen unternimmt er mit seinem privaten Sunflower Observatorium (IAU-Code 739) in Olathe in Kansas.
Im Rahmen seiner Beobachtungen entdeckte er zwischen 1999 und 2001 insgesamt 17 Asteroiden.
Der Asteroid (18873) Larryrobinson wurde nach ihm benannt.